# Frank R. Strayer
Frank R. Strayer, o solo Frank Strayer, (Altoona, 20 settembre 1891 – Hollywood, 3 febbraio 1964), è stato un regista statunitense.

## Biografia
Essenzialmente regista cinematografico, Frank R. Strayer fu anche occasionalmente produttore, aiuto regista, sceneggiatore e attore. Lavorò nel cinema dagli anni venti fino ai primi anni cinquanta. 
Dopo essersi diplomato alla Pennsylvania Military Academy, durante la prima guerra mondiale si arruolò nella Marina Militare. Dopo la guerra, trovò lavoro come aiuto regista alla Metro, la compagnia che in seguito sarebbe confluita nella MGM. Vi girò anche alcuni film da attore. Negli anni venti, passò alla Columbia Pictures dove sarebbe diventato un regista di successo.

## Filmografia
La filmografia - basata su IMDb - è completa.

### Regista
- An Enemy of Men (1925)
- Steppin' Out (con il nome Frank Strayer) (1925)
- The Fate of a Flirt (1925)
- The Lure of the Wild (1925)
- Sweet Rosie O'Grady (1926)
- When the Wife's Away (1926)
- The Bachelor's Baby (1927)
- Pleasure Before Business (1927)
- Una maschietta tutto pepe (Rough House Rosie) (con il nome Frank Strayer) (1927)
- Now We're in the Air (1927)
- Avventure di mezzanotte (Partners in Crime) (1928)
- Viaggio di nozze (Just Married) (1928)
- Moran of the Marines (1928)
- The Fall of Eve (1929)
- Acquitted (1929)
- Let's Go Places (1930)
- Borrowed Wives (1930)
- Caught Cheating (1931)
- Murder at Midnight
- Anybody's Blonde (1931)
- Soul of the Slums (1931)
- Dragnet Patrol (1931)
- The Monster Walks (1932)
- Behind Stone Walls
- Love in High Gear
- Dynamite Denny
- Gorilla Ship
- The Crusader (1932)
- Tangled Destinies
- Manhattan Tower (1932)
- Il vampiro (The Vampire Bat) (1933)
- Il re degli zingari (El rey de los Gitanos) (1933)
- By Appointment Only (1933)
- Dance, Girl, Dance (1933)
- Melodía prohibida
- No dejes la puerta abierta
- In the Money
- Twin Husbands (1933)
- La cruz y la espada
- In Love with Life
- Cross Streets
- Fifteen Wives
- Fugitive Road
- Port of Lost Dreams
- Las fronteras del amor
- The Ghost Walks
- Symphony of Living
- Public Opinion (1935)
- One in a Million (1935)
- Society Fever
- Condemned to Live
- Death from a Distance
- Murder at Glen Athol
- Hitch Hike to Heaven
- Sea Spoilers (1936)
- Laughing at Trouble
- Off to the Races (1937)
- Big Business (1937)
- Acqua calda (Hot Water) (1937)
- Borrowing Trouble (1937)
- Blondie (1938)
- Blondie Meets the Boss (1939)
- Blondie Takes a Vacation (1939)
- Blondie Brings Up Baby
- Blondie on a Budget
- Blondie Has Servant Trouble (1940)
- Blondie Plays Cupid
- Blondie Goes Latin
- Blondie in Society
- Go West, Young Lady
- Blondie Goes to College (1942)
- Blondie's Blessed Event
- Blondie for Victory (1942)
- Giorgio sei grande
- It's a Great Life
- Footlight Glamour
- Mama Loves Papa (1945)
- Senorita from the West (1945)
- I Ring Doorbells (1946)
- Messenger of Peace
- Reaching from Heaven
- The Sickle or the Cross (1949)
- The Pilgrimage Play
- Mio padre, il signor preside
- The Valparaiso Story (1951)

### Aiuto regista
- Main Street, regia di Harry Beaumont (1923)
- Beau Brummell, regia di Harry Beaumont (1924)
- Rose of the World, regia di Harry Beaumont (1925)

### Sceneggiatore
- Murder at Midnight
- By Appointment Only, regia di Frank R. Strayer (1933)

### Produttore
- It's a Great Life
- Footlight Glamour

### Attore
- The Man Who, regia di Maxwell Karger (1921)